# Santa Lucía Cotzumalguapa
Santa Lucía Cotzumalguapa («Santa Lucía», en honor a su santa patrona Lucía de Siracusa; «Cotzumalguapa»: del náhuatl, significa «río de las comadrejas» o «río del arcoiris») es un municipio del departamento de Escuintla en la República de Guatemala; tiene una extensión territorial de 432 km² y una altura entre 380 y 2.770 pies sobre el nivel del mar. La distancia a la cabecera departamental es 34 km., y a la Ciudad de Guatemala es 90 km. 
Durante la colonia española fue uno de los conventos y doctrinas de la Provincia del Santísimo Nombre de Jesús de los frailes franciscanos y luego fue convertido en curato secular en 1754.  Tras la independencia de Centroamérica en 1821 estuvo en el Distrito N.º 2 (Escuintla) para la impartición de justicia.
Su economía depende principalmente de la producción de azúcar, café, hule, frutas tropicales, entre ellas el banano. Es una importante zona académica en el país, en la que se encuentran establecidas varias sedes universitarias y complejos educativos técnicos con instalaciones completas que incluyen hoteles, áreas deportivas y de investigación. Además existen centros completos de calidad internacional dedicadas a la investigación y desarrollo de la actividad azucarera. 
Cuenta con una importante zona arqueológica que contiene varios yacimientos mayas del periodo preclásico y clásico mesoamericano denominada en su conjunto Cotzumalhuapa.

## Toponimia

### Nombre en castellano
Muchos de los nombres de los municipios y poblados de Guatemala constan de dos partes: el nombre del santo católico que se venera el día en que fueron fundados y una descripción con raíz náhuatl; esto se debe a que las tropas que invadieron la región en la década de 1520 al mando de Pedro de Alvarado estaban compuestas por soldados españoles y por indígenas tlaxcaltecas y cholultecas. El topónimo «Cotzumalguapa» es un término de origen náhuatl compuesto por «Cucuzamatl» o «Cuzatli» (español: «comadreja») y «apant» (español: «río»), que significa «río de las comadrejas». Otra posible interpretación sería «Río del Arcoiris» que se forma del término náhuatl «Cozamalapan» .

### Nombre en k'ach'iquel
El nombre para Cotzumalguapa en kaqchikel era «Sacb’inya», en el que «Sacb’in» era el término para referirse a las comadrejas y «ya» para agua o río, lo que da como significado «río de las Comadrejas».

## Geografía física

### Clima
Según la Clasificación de Köppen, el clima del municipio es Tropical de Sabana (Aw), y al igual que la mayoría de municipios costeros del océano Pacífico, se caracteriza por ser muy caluroso y húmedo. Es uno de los municipios en que la temporada de lluvias se adelanta a su inicio habitual de cada año (inicia en abril) y uno de los últimos en que la misma temporada finaliza después de lo habitual (finales de noviembre-inicio de diciembre), ya que por estar situado al sur de la Cadena Volcánica de la Sierra Madre guatemalteco, provoca que la humedad se acumule en grandes proporciones en esta zona, y por lo tanto, provoca que las precipitaciones sean uno de los más altos en el país. A esto se suma que el territorio sea en la mayor parte llano y poco montañoso, excepto en el norte del municipio.
| Parámetros climáticos promedio de Santa Lucía Cotzumalguapa | Parámetros climáticos promedio de Santa Lucía Cotzumalguapa | Parámetros climáticos promedio de Santa Lucía Cotzumalguapa | Parámetros climáticos promedio de Santa Lucía Cotzumalguapa | Parámetros climáticos promedio de Santa Lucía Cotzumalguapa | Parámetros climáticos promedio de Santa Lucía Cotzumalguapa | Parámetros climáticos promedio de Santa Lucía Cotzumalguapa | Parámetros climáticos promedio de Santa Lucía Cotzumalguapa | Parámetros climáticos promedio de Santa Lucía Cotzumalguapa | Parámetros climáticos promedio de Santa Lucía Cotzumalguapa | Parámetros climáticos promedio de Santa Lucía Cotzumalguapa | Parámetros climáticos promedio de Santa Lucía Cotzumalguapa | Parámetros climáticos promedio de Santa Lucía Cotzumalguapa | Parámetros climáticos promedio de Santa Lucía Cotzumalguapa |
| Mes                                                         | Ene.                                                        | Feb.                                                        | Mar.                                                        | Abr.                                                        | May.                                                        | Jun.                                                        | Jul.                                                        | Ago.                                                        | Sep.                                                        | Oct.                                                        | Nov.                                                        | Dic.                                                        | Anual                                                       |
| ----------------------------------------------------------- | ----------------------------------------------------------- | ----------------------------------------------------------- | ----------------------------------------------------------- | ----------------------------------------------------------- | ----------------------------------------------------------- | ----------------------------------------------------------- | ----------------------------------------------------------- | ----------------------------------------------------------- | ----------------------------------------------------------- | ----------------------------------------------------------- | ----------------------------------------------------------- | ----------------------------------------------------------- | ----------------------------------------------------------- |
| Temp. máx. media (°C)                                       | 31.3                                                        | 31.8                                                        | 32.9                                                        | 32.9                                                        | 32.4                                                        | 31.4                                                        | 31.4                                                        | 31.3                                                        | 30.5                                                        | 30.5                                                        | 30.5                                                        | 31.0                                                        | 31.5                                                        |
| Temp. media (°C)                                            | 24.7                                                        | 25.2                                                        | 26.3                                                        | 26.7                                                        | 26.7                                                        | 26.1                                                        | 26.0                                                        | 26.0                                                        | 25.6                                                        | 25.4                                                        | 25.0                                                        | 24.9                                                        | 25.7                                                        |
| Temp. mín. media (°C)                                       | 18.2                                                        | 18.7                                                        | 19.7                                                        | 20.5                                                        | 21.0                                                        | 20.8                                                        | 20.7                                                        | 20.7                                                        | 20.7                                                        | 20.3                                                        | 19.6                                                        | 18.9                                                        | 20                                                          |
| Precipitación total (mm)                                    | 12                                                          | 16                                                          | 41                                                          | 114                                                         | 351                                                         | 517                                                         | 415                                                         | 437                                                         | 574                                                         | 502                                                         | 149                                                         | 28                                                          | 3156                                                        |
| Fuente: Climate-Data.org                                    |                                                             |                                                             |                                                             |                                                             |                                                             |                                                             |                                                             |                                                             |                                                             |                                                             |                                                             |                                                             |                                                             |

### Ubicación geográfica
Sus colindancias son:
- Norte: Yepocapa, municipio del departamento de Chimaltenango
- Oeste: Patulul, municipio del departamento de Suchitepéquez
- Suroeste: Nueva Concepción, municipio del departamento de Escuintla
- Sur: La Gomera, municipio de Escuintla
- Este: Siquinalá y La Democracia, municipios del departamento de Escuintla[10]

|                            | Norte: Yepocapa |                               |
| Oeste: Patulul             |                 | Este: Siquinalá La Democracia |
| Suroeste: Nueva Concepción | Sur: La Gomera  |                               |

## Gobierno municipal
Los municipios se encuentran regulados en diversas leyes de la República, que establecen su forma de organización, lo relativo a la conformación de sus órganos administrativos y los tributos destinados para los mismos.  Aunque se trata de entidades autónomas, se encuentran sujetos a la legislación nacional y las principales leyes que los rigen desde 1985 son:
| N.º | Ley                                                | Descripción |
| --- | -------------------------------------------------- | --- |
| 1   | Constitución Política de la República de Guatemala | Tiene una regulación legal específica para los municipios en los artículos 253 al 262. |
| 2   | Ley Electoral y de Partidos Políticos              | Ley de carácter constitucional aplicable a los municipios en el tema de la conformación de sus autoridades electas. |
| 3   | Código Municipal                                   | Decreto 12-2002 del Congreso de la República de Guatemala. Tiene la categoría de ley ordinaria y contiene preceptos generales aplicables a todos los municipios, e inclusive contiene legislación referente a la creación de los municipios.             |
| 4   | Ley de Servicio Municipal                          | Decreto 1-87 del Congreso de la República de Guatemala. Regula las relaciones entra la municipalidad y los servidores públicos en materia laboral. Tiene su base constitucional en el artículo 262 de la constitución que ordena la emisión de la misma. |
| 5   | Ley General de Descentralización                   | Decreto 14-2002 del Congreso de la República de Guatemala. Regula el deber constitucional del Estado, y por ende del municipio, de promover y aplicar la descentralización y desconcentración económica y administrativa.                                |

El gobierno de los municipios de Guatemala está a cargo de un Concejo Municipal mientras que el código municipal —ley ordinaria que contiene disposiciones que se aplican a todos los municipios— establece que «el concejo municipal es el órgano colegiado superior de deliberación y de decisión de los asuntos municipales […] y tiene su sede en la circunscripción de la cabecera municipal». Por último, el artículo 33 del mencionado código establece que «[le] corresponde con exclusividad al concejo municipal el ejercicio del gobierno del municipio».
El concejo municipal se integra con el alcalde, los síndicos y concejales, electos directamente por sufragio universal y secreto para un período de cuatro años, pudiendo ser reelectos.
Existen también las Alcaldías Auxiliares, los Comités Comunitarios de Desarrollo (COCODE), el Comité Municipal del Desarrollo (COMUDE), las asociaciones culturales y las comisiones de trabajo. Los alcaldes auxiliares son elegidos por las comunidades de acuerdo a sus principios y tradiciones, y se reúnen con el alcalde municipal el primer domingo de cada mes, mientras que los Comités Comunitarios de Desarrollo y el Comité Municipal de Desarrollo organizan y facilitan la participación de las comunidades priorizando necesidades y problemas.

## Historia

### Presencia maya en El Baúl

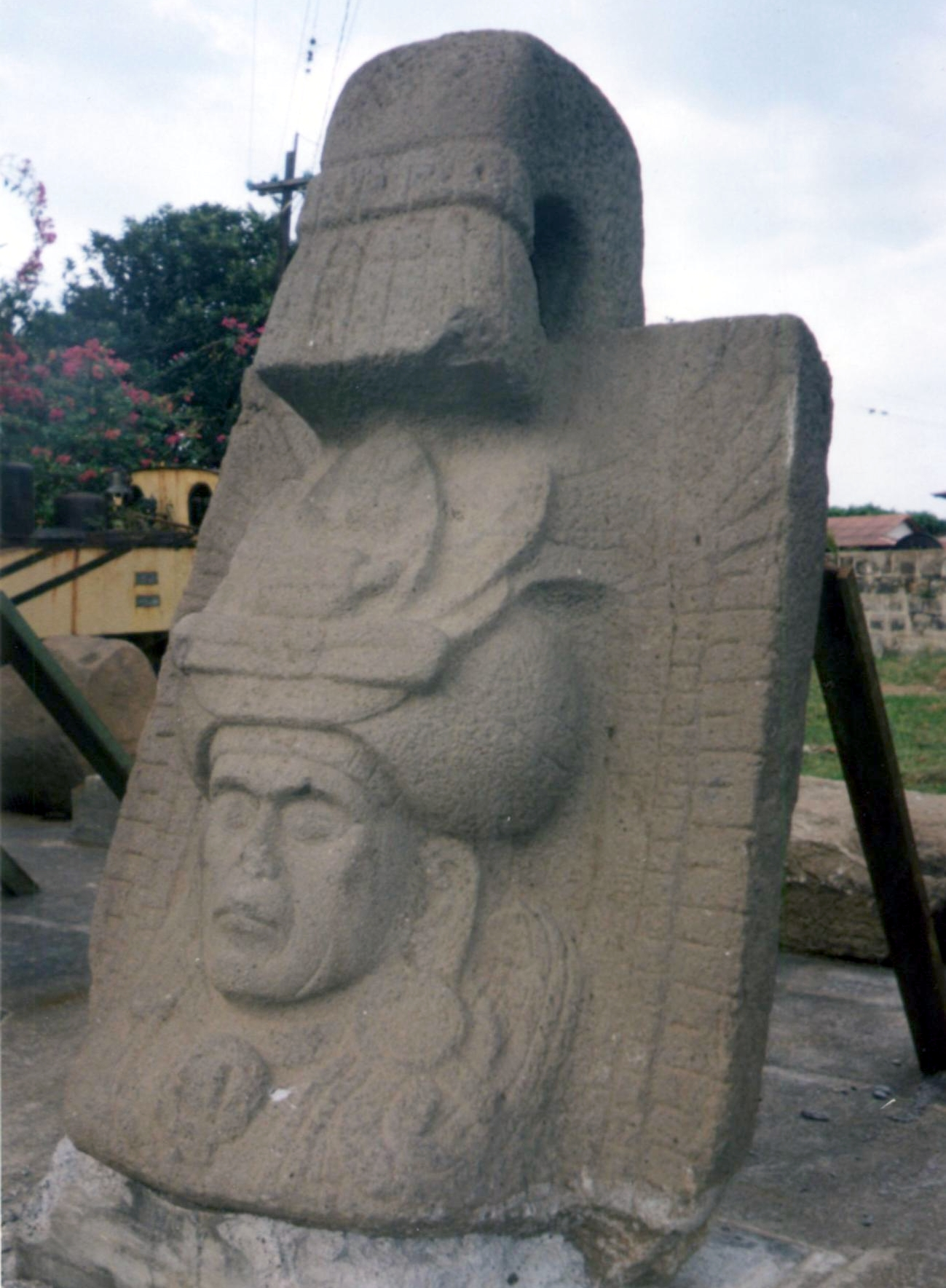
Monumento 12 de El Baúl, ubicado actualmente en el Museo El Baúl.

Durante el Clásico Tardío (600-900 d. C.) de la Cultura Maya, se consolidó un estado teocrático-militar poderoso en la región de Santa Lucía Cotzumalguapa, el cual controló la riqueza agrícola de la zona y el intercambio comercial de las ciudades de la Costa del Pacífico con las del Altiplano; por ser un pueblo diferente a los que habitaron el área de Guatemala, se le distingue como «Cultura Cotzumalguapa». El centro de poder estuvo localizado en el complejo urbanístico conformado por los sitios de Bilbao, El Castillo y El Baúl, que ocupaban en conjunto una superficie de más de 6 km². En dicha acrópolis se combinaban las actividades artesanales (elaboración de armas con obsidiana que se traía de El Chayal y San Martín Jilotepeque), artísticas (figurillas de jade), políticas y religiosas. Los sitios monumentales de Cotzumalguapa fueron abandonados posiblemente entre el 1000 y 1100 d. C.. Es posible que las áreas en sus alrededores nunca hayan sido abandonadas ya que para la conquista española aún estaban habitadas. Durante el Postclásico se dio una serie de cambios con el ingreso de los Pipiles entre los años 900 y 1350 d. C.; y de los Cakchiqueles quienes para 1400 d. C. habían conquistado la zona de Cotzumalguapa. En una tasación realizada en 1684 se incluyen los nombres de dos parcialidades Kaqchikeles presentes en Santiago Cozamaloapa: Xahilá y Bacajolá.
Fueron cuatro siglos los que estuvieron las piezas arqueológicas entre la selva, hasta que un día de febrero de 1866 en unos terrenos situados al norte de la actual ciudad de Santa Lucía, mientras los preparaba para sus siembras, el señor Pedro de Anda encontró a muy pocas varas de profundidad varias piedras de diferente dimensiones cuidadosamente trabajadas con bajo-relieves que indicaban ser restos de alguna gran edificación. Estos fueron los primeros vestigios de la riqueza arqueológica que hay en Santa Lucía Cotzumalguapa, y todos sus contornos, ya que en cualquier parte donde se busque con acuciosidad se podrán encontrar reliquias de aquella portentosa cultura. El señor de Anda hizo del conocimiento de las autoridades superiores el hallazgo, y así fue como el Corregidor, capitán Miguel Urrutia visitó dicho lugar e hizo que se continuaran las excavaciones, ordenando que se tomaran dibujos de las figuras talladas en las piedras y las envió al Ministerio del Interior. Desde entonces los descubrimientos de tesoros arqueológicos han sido constantes. De esos primeros descubrimientos se numeraron veintidós monumentos y esa nomenclatura es la que les dio un nombre determinado a cada una de ellas.

### Época colonia: doctrina franciscana
La Corona española se enfocó en la catequización de los indígenas; las congregaciones fundadas por los misioneros reales en el Nuevo Mundo fueron llamadas «doctrinas de indios» o simplemente «doctrinas». Originalmente, los frailes tenían únicamente una misión temporal: enseñarle la fe católica a los indígenas, para luego dar paso a parroquias seculares como las establecidas en España; con este fin, los frailes debían haber enseñado los evangelios y el idioma español a los nativos. Ya cuando los indígenas estuvieran catequizados y hablaran español, podrían empezar a vivir en parroquias y a contribuir con el diezmo, como hacían los peninsulares.
Pero este plan nunca se llevó a cabo, principalmente porque la corona perdió el control de las órdenes regulares tan pronto como los miembros de éstas se embarcaron para América. Por otra parte, protegidos por sus privilegios apostólicos para ayudar a la conversión de los indígenas, los misionares solamente atendieron a la autoridad de sus priores y provinciales, y no a la de las autoridades españolas ni a las de los obispos. Los provinciales de las órdenes, a su vez, únicamente rendían cuentas a los líderes de su orden y no a la corona; una vez habían establecido una doctrina, protegían sus intereses en ella, incluso en contra de los intereses del rey y de esta forma las doctrinas pasaron a ser pueblos de indios que se quedaron establecidos para todo el resto de la colonia.
Los franciscanos, quienes tuvieron conventos y doctrinas en la diócesis de Guatemala, se hallaban diseminados en donde se encuentran los modernos departamentos de Sacatepéquez, Chimaltenango, Sololá, Quetzaltenango, Totonicapán, Suchitepéquez y Escuintla.  La «Provincia del Santísimo Nombre de Jesús», como se llamaba la región a cargo de los franciscanos, llegó a tener veinticuatro conventos.

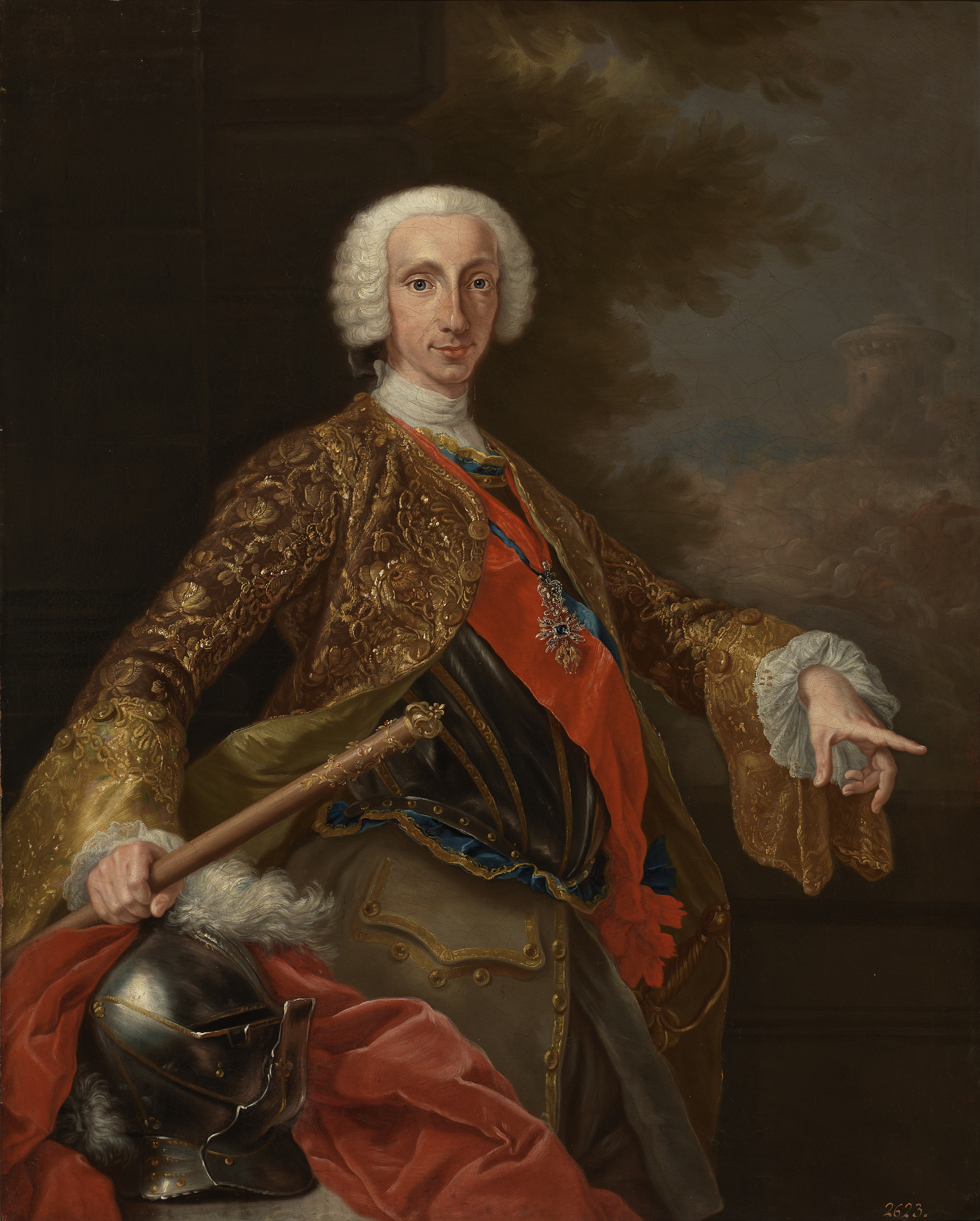
Rey Carlos III de España, promotor de las reformas borbónicas.

En las cabezas de curato, diariamente se cantaba o rezaba la misa conventual con la asistencia de los oficiales de las cofradías y de sus esposas, quienes tenían velas encendidas en sus manos durante casi toda la misa.  Además, tanto en la sede del curato  como en los pueblos de visita de las doctrinas, se impartía doctrina a las niñas a partir de los seis años de edad a las dos de la tarde y, al ocaso, a los niños de la misma edad para que durante dos horas recibieran la instrucción cristiana.  La enseñanza consistía en recitar toda la doctrina y oraciones y hacer ejercicios con las preguntas del catecismo y estaba a cargo del doctrinero y de dos indios ancianos, llamados fiscales, en caso el doctrinero no pudiera asistir.  A los adultos se les atendía los domingos y días festivos, luego de la misa; se cerraban las puertas de la iglesia, y se rezaban todas las oraciones de la doctrina cristiana en idioma de la localidad, con todo el pueblo, hombres y mujeres.
En 1754, en virtud de una Real Cédula parte de las Reformas Borbónicas, todos los curatos de las órdenes regulares fueron traspasados al clero secular. En 1765 se publicaron las reformas borbónicas de la Corona española, que pretendían recuperar el poder real sobre las colonias y aumentar la recaudación fiscal. Con estas reformas se crearon los estancos para controlar la producción de las bebidas embriagantes, el tabaco, la pólvora, los naipes y el patio de gallos. La real hacienda subastaba el estanco anualmente y un particular lo compraba, convirtiéndose así en el dueño del monopolio de cierto producto. Ese mismo año se crearon cuatro subdelegaciones de la Real Hacienda en San Salvador, Ciudad Real, Comayagua y León y la estructura político administrativa del Reino de Guatemala cambió a quince provincias:
Además de esta redistribución administrativa, la Corona española estableció una política tendiente a disminuir el poder de la Iglesia católica, el cual hasta ese momento era prácticamente absoluto sobre los vasallos españoles. La política de disminución de poder de la iglesia se basaba en la Ilustración y tenía seis puntos principales, pero destacaba una crítica al papel de la Iglesia dentro de la sociedad y de sus organismos derivados, sobre todo de las cofradías y hermandades.

### Tras la Independencia de Centroamérica
La constitución del Estado de Guatemala promulgada el 11 de octubre de 1825 estableció los circuitos para la administración de justicia en el territorio del Estado y menciona que el poblado de Cotzumalguapa era parte del Circuito de Escuintla en el Distrito N.º 2 (Escuintla), junto con , San Pedro Mártir, Chahuite, Palín, Masagua, los dos Mixtanes, Don García, Tecuaco, Guanagazapa, Chipilapa, Siquinalá y La Gomera.

### Ingenio Pantaleón
Carlos Herrera y Luna creó el Ingenio Pantaleón —una reconocida industria azucarera guatemalteca— y compró el Ingenio El Baúl en Santa Lucía Cotzumalguapa a comienzos de la década de 1900; luego acumuló inversiones en tierras, cosechas, maquinarias e inmuebles, siendo el origen de «Pantaléon Sugar Holdings», que es uno de los diez mayores productores de azúcar de América Latina, con molinos en Centro y Suramérica.[cita requerida] Además, Herrera era el diputado por Cotzumalguapa ante la Asamblea Legislativa durante el gobierno del licenciado Manuel Estrada Cabrera, desde donde cabildeaba para los proyectos en la región..
Cuando Estrada Cabrera fue derrocado en 1920, Herrera fue nombrado presidente de Guatemala aunque solamente pudo gobernar poco más de un año, hasta que fue derrocado por un golpe de Estado patrocinado por la United Fruit Company y dirigido por José María Orellana.

## Patrimonio religioso

### Iglesia Católica
Se localiza en el centro de la ciudad, su edificación es tipo colonial posiblemente construida después de 1715, cuando un incendio destruyó la Iglesia de Santiago Cotzumalguapa, cabecera del Curato de Cotzumalguapa y se decide abandonar el pueblo y pasar la cabecera del Curato a Santa Lucía Cotzumalguapa. 
En el frontispicio de esta iglesia se encuentra un escudo real, que consiste en un cartucho con una corona, posiblemente símbolos vaticanos, dentro del cual se encuentra una cruz con tres estrellas, símbolos utilizados por la Orden de San Francisco. Todo esto es custodiado por dos leones, que posiblemente hacen referencia al gobierno español, especialmente el Reino de León.

### Reliquia de Santa Lucía Virgen y Mártir

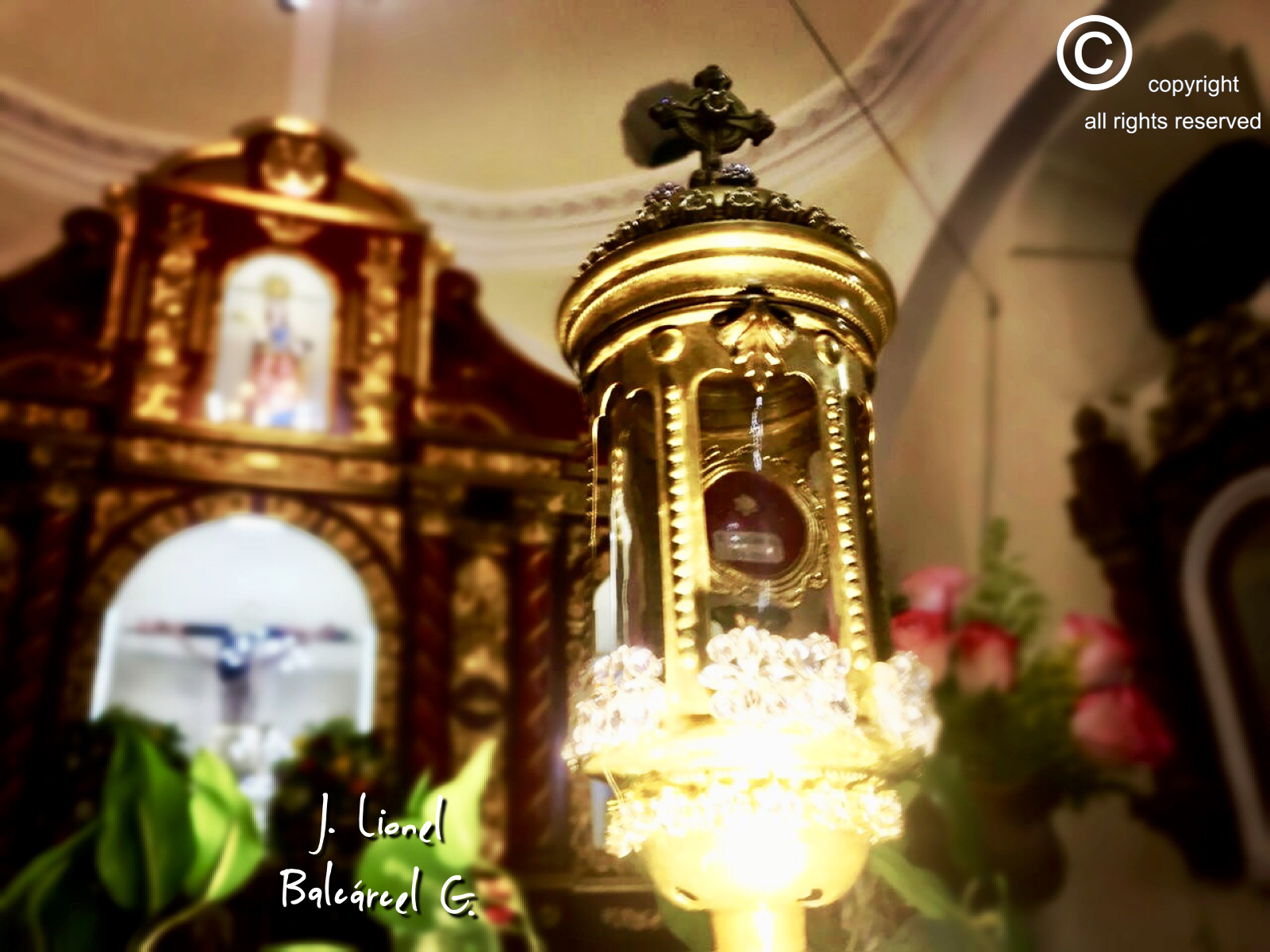
Reliquia de primer grado de Santa Lucía Virgen y Mártir

El 13 de diciembre del año 2018 a la media noche con el canto del Te Deum fue colocada en la parte superior del Altar bajo los pies de la imagen de Santa Lucía, una Reliquia de primer grado de un pedazo de hueso de un dedo de la Santa, la cual fue enviada por el Vaticano gracias a las gestiones realizadas ante la Nunciatura Apostólica de Guatemala por el Padre Erky Pino que logró la opinión favorable para que se extrajera del sarcófago de cristal una pequeña parte del cuerpo incorrupto de Santa Lucía  en la Iglesia de los Santos Geremias y Lucía en Venecia, Italia.

### Jesús Nazareno
Esta imagen pertenece al estilo barroco tardío de autor anónimo, aunque se atribuye por sus rasgos a Ventura Ramírez. Tiene mucho parecido con el Nazareno de la Iglesia de la Recolección, sus procesiones datan de la segunda mitad del siglo xix. Sale en procesión el Martes Santo en la procesión de «La Reseña», el Jueves Santo en la de «Penitencia» y el Viernes Santo en la procesión del «Santo Víacrucis». En la procesión del Viacrucis se realiza el acto especial del «Encuentro de Cristo con su madre María», en un lugar designado por la Hermandad a cargo. 
Es una de las tradiciones más antiguas que hay en esta ciudad y que atrae a muchos devotos y turistas. Es una escultura de tamaño natural pues mide 1,75 metros de alto y anatómicamente es un hombre perfecto pues sus formas al estar sin albas y túnicas son de un hombre. Es una imagen tallada en cedro y se conserva original en un 80%, ya que hace casi hace más de 30 años sufrió breves quemaduras en la pierna izquierda y sufrió daños en su encarnado; Gilberto Solís estuvo acargo de su restauración.
Dentro de sus ornamentas cabe mencionar que posee tres túnicas bordadas en hilo de oro y por su importancia se transmitió en la televisión en el programa Ocurrió así que se transmite de la cadena Telemundo en Estados Unidos; dichas túnicas fueron bordadas por el maestro y profesor de arte Ramiro Gálvez originario de este municipio.

## Patrimonio cultural

### Fiesta de Santa Lucía
La veneración a Santa Lucía Virgen y Mártir, se realiza en este municipio desde el siglo XVI hasta nuestros días llevando a cabo dicha veneración el mismo día de su martirio el 13 de diciembre de cada año, es venerada desde el día 29 de noviembre que comienza los rezos de la mañana también llamadas Albas hasta el día 13 del mes de diciembre, pues es llevada en procesión en todas las calles, avenidas y colonias de la ciudad se inicia su rezado desde el 12 de diciembre hasta el 13 del mes siendo la feria patronal.

### Cofradías
La cofradía es una reminiscencia de los ancestros indígenas. Allí se le rinde culto especial a la Virgen de Santa Lucía, en cuyo honor se celebran actos de religiosidad y de arte popular durante los días del 11 al 13 de diciembre -fechas en las que hay misas, convites, conciertos de marimbas, «bailes de moros», una interminable quema de pólvora y la repartición de los tradicionales «tamalitos dulces de la Virgen».

### Fin de año
La procesión de la Inmaculada Concepción del 8 de diciembre inicia la temporada de fiestas Lucianas, las que terminarán el 31 de diciembre, para estos cortejos procesionales la mayoría de casas y calles son adornadas tanto por las familias como por los comerciantes, convirtiéndose en una tradición también la quema de cohetillos, ametralladoras y bombas voladoras al paso de la procesión. Cabe mencionar que además de la feria patronal como se le conoce, también el 25 de diciembre es la feria titular la cual tiene una duración de 6 días y su principal característica es que llegan al municipio circos, juegos mecánicos de toda clase, restaurantes ambulatorios, y muchas otras atracciones de todo tipo sin faltar las tradicionales loterías. También es muy representativo su baile social anual el cual es conocido nacionalmente como «El baile de los cuarenta» y su nombre se debe a que su celebración está dirigida principalmente para las personas que cuentan con más de cuarenta años, y para el efecto se contratan las mejores agrupaciones de marimba.

### Cultura tradicional
Los escritores latinoamericanos residentes en el territorio nacional y que gozan de merecido prestigio entre todos los poetas y cuentistas presentan lo mejor de sus creaciones en busca de los laureles del triunfo convirtiéndose en una tradición de años, otorgar a los ganadores una edición de sus obras galardonadas el primer y segundo lugar obtienen 50 y 25 libros de sus obras y el premio monetario alto financiados por la Municipalidad entregándose el mismo día de su premiación en los Juegos Florales Navideños.

### Temporada hípica
Es valioso mencionar que este evento hípico se realiza desde hace 104 años en el hipódromo que fuera prestado para esos fines por Lisandro Paiz Ronquillo, quien en su momento fue alcalde municipal en el año 1904. Años más tarde el hipódromo fue ampliado y donado legalmente por su descendiente Ricardo Muñoz Gálvez, quien es reconocido como benefactor de la población por los múltiples servicios que brindó. La Municipalidad bautizó con su nombre el hipódromo de la localidad en su honor.
El Club de Leones de Santa Lucía Cotzumalguapa se encargó del hipódromo y en ese tiempo se hicieron ampliaciones. En el año de 1962 ampliación de la tribuna del hipódromo, las graderías de sol y palcos. Este importante hipódromo tiene más de 100 caballerizas y está cercado totalmente con muros perimetrales y el tamaño de la pista es de 800 metros.

## Galería

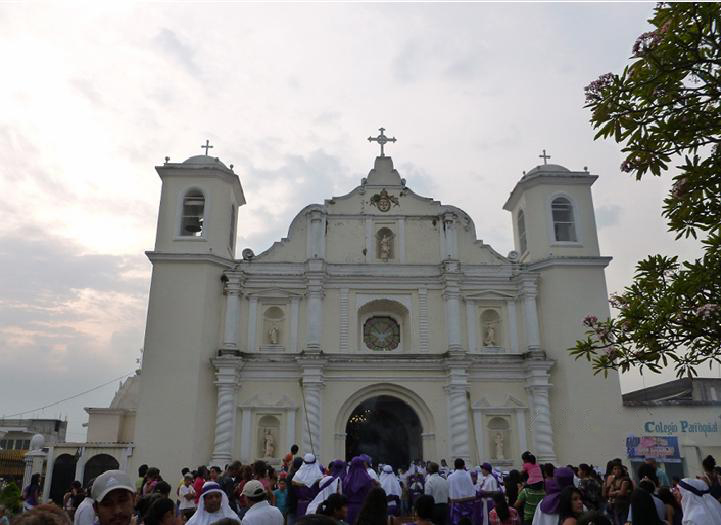
Iglesia de Santa Lucia Cotzumalguapa.
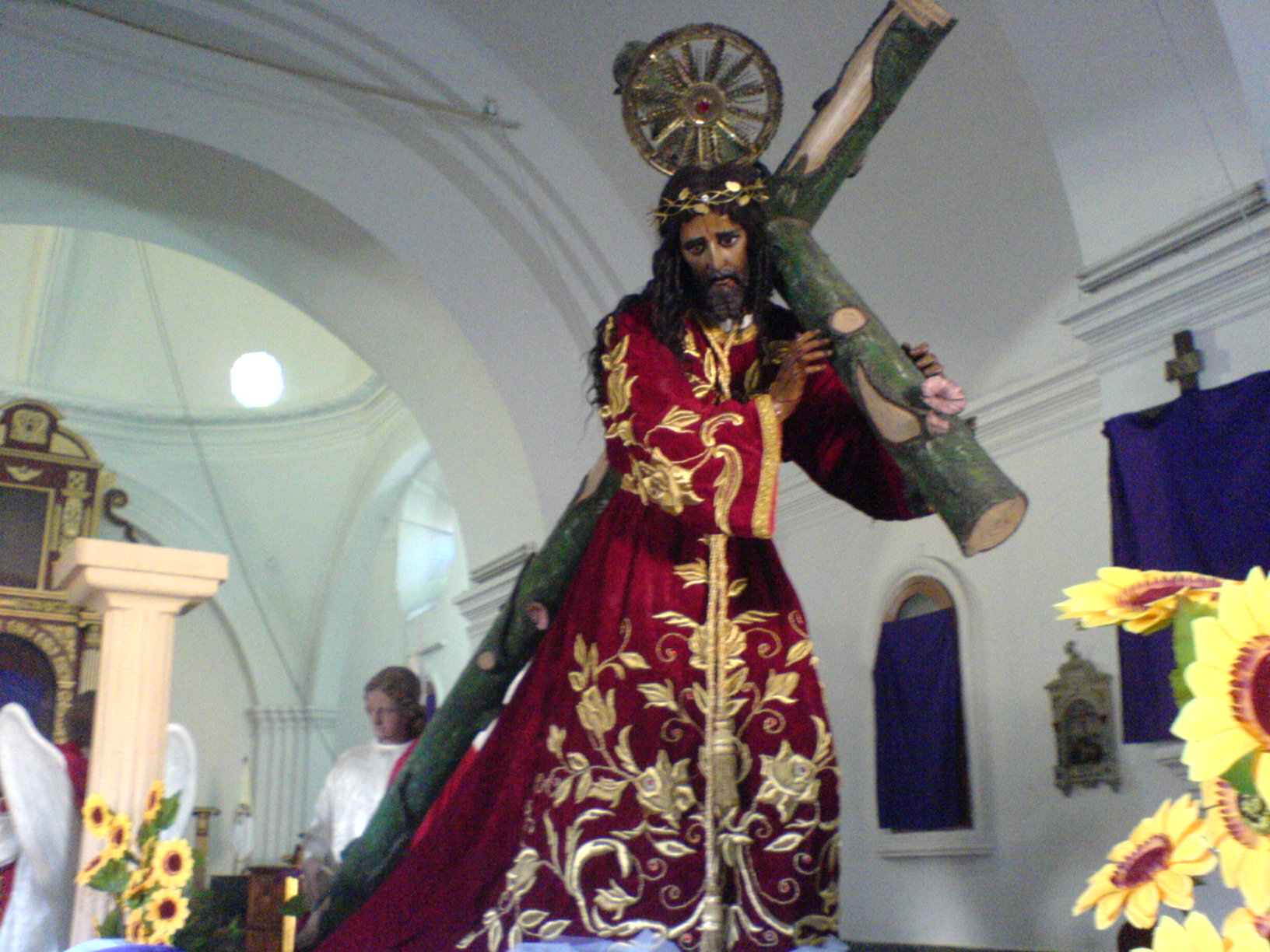
Jesús Nazareno de Cotzumalguapa.